# پوس تپه
پوس تپه مربوط به هزاره دوم قم است و در شهرستان تبریز، روستای خانه بوق واقع شده و این اثر در تاریخ ۲۵ اسفند ۱۳۷۹ با شمارهٔ ثبت ۳۳۲۰ به‌عنوان یکی از آثار ملی ایران به ثبت رسیده است.